# Metapogonia bayeri
Metapogonia bayeri är en skalbaggsart som beskrevs av Moser 1917. Metapogonia bayeri ingår i släktet Metapogonia och familjen Melolonthidae. Inga underarter finns listade i Catalogue of Life.